# Bronx Park East (línea White Plains Road)
Bronx Park East es una estación en la línea White Plains Road del Metro de Nueva York de la división A del Interborough Rapid Transit Company (IRT). La estación se encuentra localizada en Van Nest, Bronx entre Bronx Park East y White Plains Road. Los trenes del servicio  se detienen las 24 horas, mientras que los del servicio  solo se detienen en hora pico.